# Saussure (cratère)
Saussure est un cratère lunaire situé sur la face visible de la Lune. Il se trouve à ouest du grand cratère Stöfler. Sa bordure nord est empiétée par le cratère Orontius. À l'ouest se trouve le cratère Picket juste à côté du cratère Tycho.
En 1935, l'Union astronomique internationale a donné le nom du naturaliste et géologue genevois Horace-Bénédict de Saussure à ce cratère lunaire.

## Cratères satellites

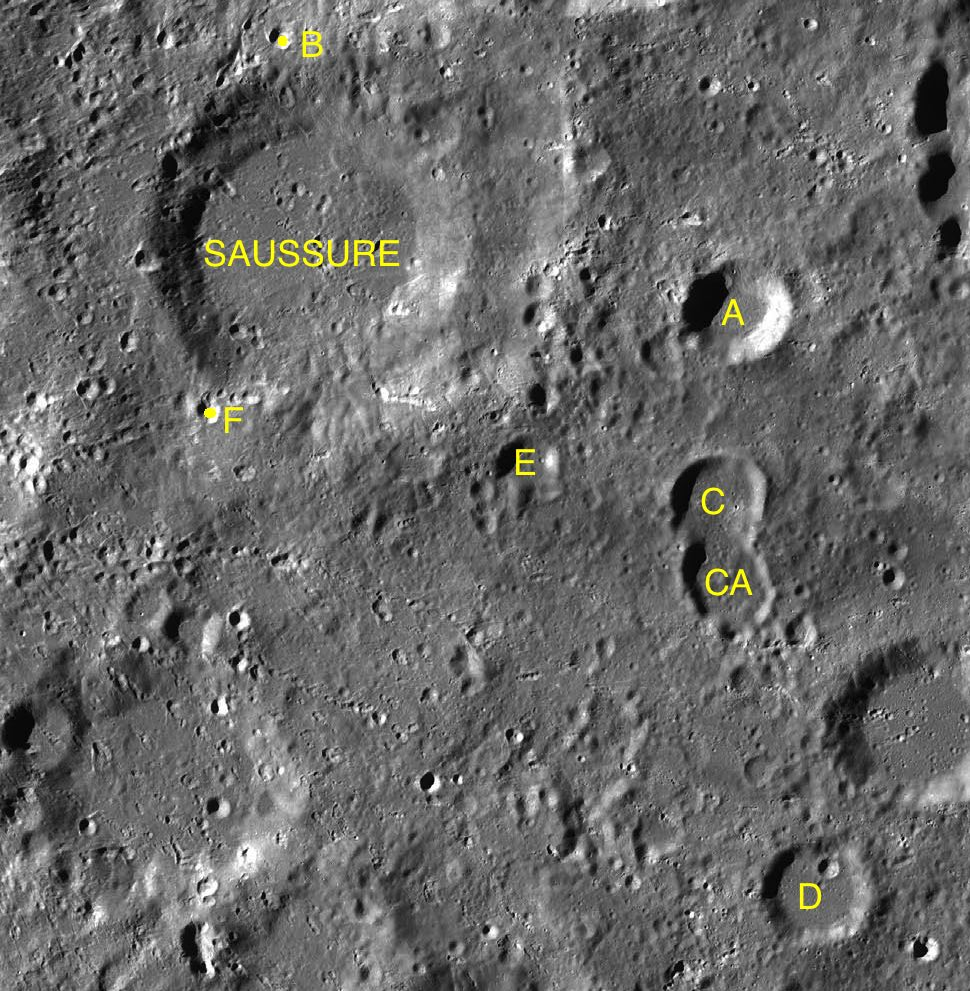
Carte des cratères satellites de Saussure.

Par convention, les cratères satellites sont identifiés sur les cartes lunaires en plaçant la lettre sur le côté du point central du cratère qui est le plus proche de Saussure.
| Saussure | Latitude | Longitude | Diamètre |
| -------- | -------- | --------- | -------- |
| A        | 43.8° S  | 0.5° W    | 19 km    |
| B        | 42.2° S  | 3.9° W    | 5 km     |
| C        | 44.8° S  | 0.6° W    | 16 km    |
| Ca       | 45.2° S  | 0.5° W    | 16 km    |
| D        | 46.9° S  | 0.2° E    | 20 km    |
| E        | 44.7° S  | 2.1° W    | 12 km    |
| F        | 44.3° S  | 4.6° W    | 4 km     |